# Pendleton (Oregon)
Pendleton é uma cidade localizada no estado norte-americano de Oregon, no Condado de Umatilla.

## Demografia
Segundo o censo norte-americano de 2000, a sua população era de 16.354 habitantes.
Em 2006, foi estimada uma população de 16.589, um aumento de 235 (1.4%).

## Geografia
De acordo com o United States Census Bureau tem uma área de
26,0 km², dos quais 26,0 km² cobertos por terra e 0,0 km² cobertos por água. Pendleton localiza-se a aproximadamente 325 m acima do nível do mar.

## Localidades na vizinhança
O diagrama seguinte representa as localidades num raio de 12 km ao redor de Pendleton.